# Desenvolvimento social
O conceito de Desenvolvimento Social surge como uma expansão do entendimento das dimensões do desenvolvimento, alargando a visão de uma concepção estrita relacionada ao crescimento econômico, para incorporar outros pilares do bem-estar social, sobretudo aqueles relacionados aos direitos sociais, surgidos na primeira metade do século XX, e posteriormente positivados na Declaração Universal dos Direitos Humanos. Dentre esses destacam-se a educação, a saúde, a alimentação, o trabalho, a moradia, o lazer, a previdência social, a proteção à maternidade e à infância, e a assistência aos desamparados. O desenvolvimento social é um dos fatores de moderação das religiões e é considerado um direito humano pela ONU.